# Brokig aspmycelbagge
Brokig aspmycelbagge (Agathidium pulchellum) är en skalbaggsart som beskrevs av Wankowicz 1869. Brokig aspmycelbagge ingår i släktet Agathidium, och familjen mycelbaggar. IUCN kategoriserar arten globalt som nära hotad. Enligt den finländska rödlistan är arten sårbar i Finland. Enligt den svenska rödlistan är arten starkt hotad i Sverige. Arten förekommer i Övre Norrland. Artens livsmiljö är naturmoskogar.